# Kultura narodowa
Kultura narodowa – całość społecznego dorobku, czyli kultury danego narodu, stanowiący jeden z elementów świadomości narodowej. Kultura narodowa dysponuje zespołem dzieł artystycznych, wiedzy, norm i zasad, których znajomość uważa się za obowiązującą członków danej zbiorowości narodowej. Całość tego kanonu wpajana jest najmłodszym członkom społeczności w procesie akulturacji przez rodzinę, znaczących innych i instytucje oświatowe.
Do najważniejszych części kultury narodowej należą: język, religia i obyczaje.